# レックス・ホテル・サイゴン
レックス・ホテル・サイゴン (ベトナム語: Khách Sạn Rex) は、ベトナムホーチミン市にある有名なフレンチコロニアル様式のホテル。
286室5階建ての建物はホーチミン市の1区 (ホーチミン市)に位置し、サイゴン大聖堂やホーチミン人民委員会庁舎にもほど近い。
2003年レックス・ホテルは拡張・改装され、建築、インテリアデザイン、工学技術の更新がなされた。
現在は国営企業のサイゴン・ツーリストが所有している。

## 歴史

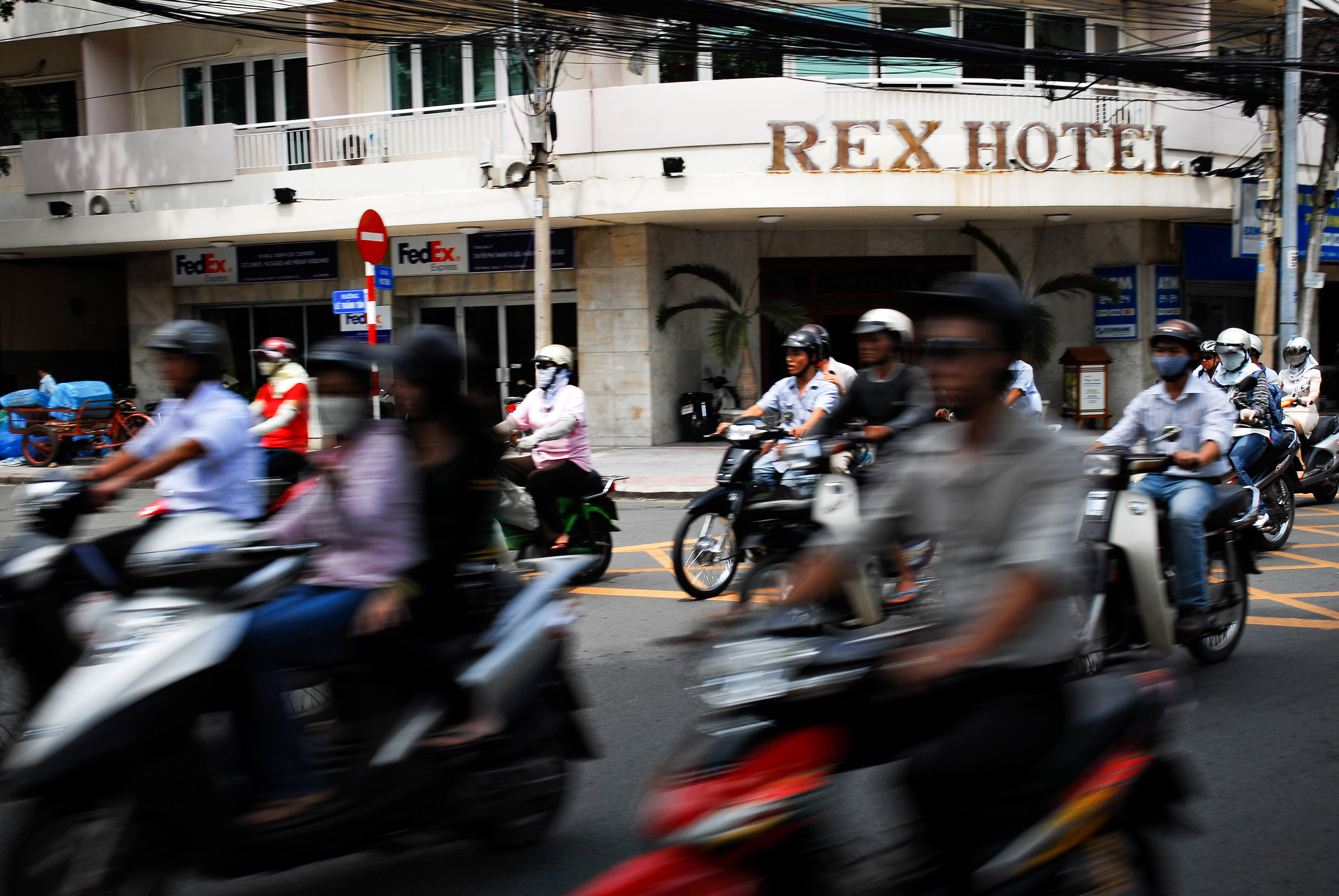
通りから見たレックス・ホテルのファサード。

フランス統治時代の1927年、フランス商人バイニエル(Bainier)により二階建ての自動車販売展示場と倉庫との複合ビルが建てられ、「バイニエル・オート・ホール」と呼ばれていた。
建物には、シトロエンその他のヨーロッパ車が展示されていた。
1959年から1975年にかけて、ウン・ティー(en:Ung Thị)夫妻が建物を、3つの映画館、カフェテリア、ダンスホール、図書室を併設する100室規模のレックス・コンプレックス・ホテルに改築した。
ウン・ティーはベトナム阮朝最後の皇帝バオ・ダイの親族であったため、レックス・ホテルのシンボルには現在も王冠が使われている。
まだ最終工事段階の1961年12月、レックス・ホテルは、アメリカ陸軍兵士400人を最初の客として迎え入れた。
ワシントン州タコマ市フォート・ルイスから第57派遣部隊200人、ノースカロライナ州フォート・ブラッグから第8派遣部隊200人という様相であった。
彼らは1961年12月11日、それぞれH-21 ツイン・ローターのシャウニー・ヘリコプター20機を搭載した護衛空母コアでサイゴンに到着した、最初で最強の部隊であった。
彼らはレックスで1~2週間宿泊したのち、第57部隊はサイゴン近郊のタンソンニャットに、第8部隊はクイニョンに設置されたテントに移った。
実際の休日の数週間後、感謝祭の夕餐がレックスの屋上のキッチンで料理された。
ベトナム戦争時、レックスでは南ベトナム軍事援助司令部による定例記者会見が行われることが知られていた。
しかしこの会見の内容は楽観的に過ぎたため、報道関係者からは皮肉を込めて「5時の愚行」と呼ばれていた。
ホテルの屋上にあるバーは、軍関係者と従軍記者の溜まり場としてよく知られていた。

## ホテルの改装
1975年のサイゴン陥落によりベトナム戦争が終結すると、ホテルの所有は国営企業のサイゴン・ツーリストに移り、その名も「ベン・タイン(防御港)」と改められた。
レックス・ホテルは、1976年のベトナム再統一を発表する記者会見の会場にも使われた。
1986年、ホテルは再び「レックス・ホテル」に改名された。

## 参照項目
- ホテル・コンチネンタル・サイゴン
- マジェスティック・ホテル
- グランド・ホテル・サイゴン